# VI Festival de Iquique
La VI versión del Festival de Iquique fue un evento realizado entre los días 22 y 24 de febrero de 2018 en la Plaza 21 de Mayo de Iquique en Chile. El evento fue desarrollado por la Ilustre Municipalidad de Iquique.

## Presentaciones[3]

### Jueves 22 de febrero
- Varsovia
- Los Jaivas
- Melón y Melame
- Miguel Mateos

### Viernes 23 de febrero
- Canto Joven
- Paul Vásquez "El Flaco"
- Pimpinela

### Sábado 24 de febrero
- Mango Borracho
- Denise Rosenthal
- Fusión Humor
- Moral Distraída
- De la Ghetto